# الحرب السكونية
كانت الحرب السكونية (بالدنماركية: Skånske Krig، بالسويدية: Skånska kriget، بالألمانية: Schonischer Krieg) جزءًا من الحروب الشمالية، شملت اتحاد الدنمارك-النرويج وبراندنبورغ والسويد. دارت بين عامي 1675 و1679 على الأرضي السكونية بشكل رئيسي، في المقاطعات الدنماركية السابقة على طول الحدود مع السويد وفي شمال ألمانيا. رغم أن المعارك الأخيرة تعتبر مسرحًا للحرب السكونية في التأريخ الإنجليزي والدنماركي والسويدي، تُعتبر حربًا منفصلة في التأريخ الألماني، تُدعى الحرب السويدية-البراندنبورغية (بالألمانية: Schweedisch-Brandenburgischer Krieg).
دُفعت الحرب بتورط السويد في الحرب الفرنسية-الهولندية. تحالفت السويد مع فرنسا ضد عدة دول أوروبية. سعت المقاطعات المتحدة، بسبب تعرضها لهجوم فرنسي، للحصول على دعم الدنمارك والنرويج. بعد بعض التردد، بدأ الملك كريستيان الخامس غزو سكونلاند (سكونا) في عام 1675، بينما كان السويديون منشغلين بحرب ضد براندنبورغ. اقترن غزو سكونا مع جبهة نرويجية متزامنة سُميت حرب غيلدينلوف، ما أجبر السويديين المدافعين على خوض حرب على جبهتين بالإضافة إلى تشابكاتهم في الإمبراطورية الرومانية المقدسة.
كان الهدف الدنماركي هو استعادة الأراضي السكونية المتنازل عنها للسويد في معاهدة روسكيلد، بعد الحروب الشمالية. رغم أن نجاح الهجوم الدنماركي الكبير في البداية، ألغت الهجمات السويدية المضادة بقيادة كارل الحادي عشر ملك السويد الكثير من المكاسب.
في نهاية الحرب، خسرت البحرية السويدية في البحر، وهُزم الجيش الدنماركي في سكونا على يد السويديين، الذين غُلبوا بدورهم في شمال ألمانيا على يد البراندنبورغيين. انتهت الحرب والأعمال القتالية عندما توصلت المقاطعات المتحدة حليفة الدنمارك إلى تسوية مع فرنسا حليفة السويد، وتزوج الملك السويدي كارل الحادي عشر من الأميرة الدنماركية أولريكا إليونورا، شقيقة كريستيان الخامس. اتُفق على الصلح باسم فرنسا بموجب معاهدتي فونتينبلو ولوند (السويد والدنمارك) وسان جيرمان أونلاي (السويد وبراندنبورغ)، ما أعاد معظم الأراضي المفقودة إلى السويد.

## خلفية

### التحالف الفرنسي السويدي
واجهت الإمبراطورية السويدية أزمة مالية في ستينيات القرن الماضي وأوائل سبعينياته. وعلى أمل الحصول على إعانات، دخل تشارلز الحادي عشر ملك السويد في التحالف الثلاثي المعادي لفرنسا مع الجمهورية الهولندية ومملكة إنجلترا، والذي انهار عندما تراض تشارلز الثاني ملك إنجلترا مع فرنسا عام 1670، بعد حرب الأيلولة.
أبرمت السويد وفرنسا تحالفًا في أبريل 1672، وعدت فيه فرنسا بتقديم 400,000 ريكسدالر من الإعانات المالية للسويد في وقت السلم، تُرفع إلى 600,000 في وقت الحرب، مقابل إبقاء السويد جيش قوامه 16000 رجل في سياداتها الألمانية. حافظت السويد أيضًا على علاقات جيدة مع دوقات هولشتاين-غوتورب جنوب الدنمارك.
بحلول سبتمبر 1674، وسعت السويد جيشها إلى 22,000 رجل بعد أن زادت فرنسا الإعانات إلى 900,000 ريكسدالر، والتي هددت بالانسحاب إذا لم تستخدم السويد الجيش المتمركز في بوميرانيا السويدية، لشن هجوم على خصومها. بحلول ديسمبر، ارتفع عدد الجيش السويدي  إلى 25000-26000 رجل، تمركز 4000-5000 منهم في بريمن، و2000-3000 في فيسمار، و6000-7000 في حاميات بوميرنية و13000 حر للعمل تحت قيادة اللورد هاي كونستابل والمشير كارل غوستاف رانغل.

### التحالف المعادي لفرنسا والسويد
شُكل تحالف دفاعي آخر في أيلول 1672 بين الدنمارك والإمبراطور ليوبولد الأول، ناخب براندنبورغ، ودوقات برونزويك-سيل وبرونزويك-فولفنبوتل وهيس-كاسل. أبقى هذا التحالف على جيش من 21000 جندي مشاة و10500 حصان، ومنذ مايو 1673، أُبقي على 12000 رجل وعشرين سفينة إضافية بدعم مالي من هولندا. في ذلك الوقت من التاريخ، كانت براندنبورغ ثاني أقوى دولة ألمانية (كانت النمسا هي الأقوى)، واحتفظت بجيشها الدائم الذي بلغ 23 ألف رجل.
هاجم الجيش الفرنسي هولندا في عام 1672، المعروف باسم «رامبيار» (عام الكوارث)، ولم تنتهي الحرب الفرنسية-الهولندية التي تلت ذلك إلا بمعاهدات نايميخن عام 1678. اعتزم ملك الشمس لويس الرابع عشر إضعاف التحالف المعادي لفرنسا من خلال إشراكهم على حدودهم الشرقية: أيد جون سوبياسكي، المرشح للعرش البولندي، ودعم ثورة معاصرة للنبلاء في المجر، وهدف إلى إلزام جيش براندنبورغ في حرب مع السويد.

## الحرب على الأرض

### في شمال ألمانيا

#### الحرب السويدية-البراندنبورغية
في ديسمبر 1674، طالب لويس الرابع عشر ملك فرنسا السويد بغزو براندنبورغ. تقدم رانغل إلى أوكرمارك، وهي منطقة تقع على حدود البراندنبورغية-البوميرانية، لتأمين مساكن لقواته إلى أن يسمح له الطقس بالانتقال غربًا إلى هانوفر. تلقى فريدرش فيلهلم الأول، ناخب براندنبورغ، الأخبار في وادي الراين، فاتجه نحو الشمال الشرقي لمواجهة رانغل. التقت الجيوش في 18 يونيو (النمط القديم) أو 28 يونيو (النمط الجديد)  في معركة فيربيلين.
كانت قضية فيربيلين مجرد مناوشات، إذ كانت الخسائر الفعلية أقل من 600 رجل ـ ولكنها كانت هزيمة من قبل قوة أقل عددًا من منطقة لا تعيرها السويد الكثير من الاهتمام. نتيجةً لهذه الهزيمة، بدت السويد ضعيفة، ما شجع الدول المجاورة التي عانت من غزو السويد في الحملات السويدية السابقة للانضمام إلى الحرب السكونية. تراجع رانغل إلى دمين السويدية.
عندما طلبت المقاطعات المتحدة في البداية دعمًا دنماركيًا ضد الفرنسيين وحلفائهم في الحرب الفرنسية-الهولندية، أراد الملك الدنماركي-النرويجي كريستيان الخامس الانضمام إليهم، وخوض الحرب مع السويد فوريًا لاستعادة مقاطعتي سكونا وهالاند التاريخيتين الدنماركيتين. عارض الكونت بيدر غريفينفلد، مستشار ملكي مؤثر، ذلك، ودعا بدلًا من ذلك إلى سياسة أكثر تأييدًا لفرنسا. ولكن عندما خسر السويديون المتفوقون عددًا في معركة فيربيلين في 28 يونيو 1675، كانت هذه أول هزيمة للقوات السويدية منذ حرب الثلاثين عامًا. رأى كريستيان الخامس فرصته، وتجاوز معارضة غريفينفلد، وهاجم.

#### حملة الحلفاء ضد بريمن-فيردين
كانت دوقية بريمن-فيردن التوأم ثاني أكبر حامية سويدية في شمال ألمانيا، بعد بوميرانيا السويدية. ولأسباب سياسية، ولمنع السويديين من إشهار المرتزقة وتجنيدهم، قرر الحلفاء غزو هاتين الدوقيتين. انضم إلى الدنمارك وبراندنبورغ بروسيا حلفاء من إمارات مونستر ودوقية برونزويك لونيبورغ من الإمبراطوريات المجاورة.
بدأت الحملة في 15 سبتمبر 1675 مع تقدم الحلفاء في الدوقيتين السويديتين. وسرعان ما استولوا على الحصون السويدية واحدًا تلو الأخر. أُعيق السويديون بسبب ارتفاع عدد الفارين من الخدمة في ألمانيا بشكل أساسي، لأنه بعد فرض الحظر الإمبراطوري، حُظر حمل السلاح ضد الدول الأعضاء في الإمبراطورية الرومانية المقدسة.
بحلول نهاية العام، كانت مدينتا المقر شتاده وكارلسبيرغ السويديتان فقط في أيدي السويديين. أرسل الحلفاء قواتهم إلى المساكن الشتوية في نوفمبر، ما أدى إلى تأجيل غزو آخر المعاقل السويدية المتبقية حتى العام التالي. ولم تستسلم شتاده حتى 13 أغسطس 1676. ومع ذلك فإن مسرح الحرب هذا ذا أهمية ثانوية للحلفاء وللسويد.

#### بوميرانيا السويدية
عند هذه النقطة بدأت الإمبراطورية السويدية في ألمانيا في الانهيار. في عام 1675، أخذ البراندنبورغيين والنمساويين والدنماركيين معظم بوميرانيا السويدية ودوقية بريمن. في ديسمبر 1677، استولى ناخب براندنبورغ على شتشين. سقطت شترالزوند في 11 أكتوبر 1678. فقدت غرايفسفالد، آخر حيازات السويد في القارة، في 5 نوفمبر. أصبح التحالف الدفاعي مع جون الثالث ملك بولندا، الذي انتهى في 4 أغسطس 1677، غير فعال بسبب إبادة القوة البحرية السويدية، في معركة أولاند 17 يونيو 1676؛ ومعركة فيمارن، يونيو 1677، ومشاكل الملك البولندي.